# Parastasia assimilis
Parastasia assimilis är en skalbaggsart som beskrevs av Ohaus 1901. Parastasia assimilis ingår i släktet Parastasia och familjen Rutelidae. Inga underarter finns listade i Catalogue of Life.